# Logan (Utah)
Die Stadt Logan liegt im Cache County im Norden des US-Bundesstaats Utah, nördlich von Ogden am Fluss Logan.
Logan ist Verwaltungssitz des Cache County.
Die Mormonen gründeten 1859 die Stadt, die nach dem Stand von 2020 (Volkszählung des US-Census Bureau) 52.778 Einwohner hatte.
Sie ist eine der Standorte der Utah State University und als Universitätsstadt bekannt.
In Logan wird auch Käse produziert.

## Einwohnerentwicklung
| Jahr | Einwohner¹ |
| ---- | ---------- |
| 1980 | 26.844     |
| 1990 | 32.762     |
| 2000 | 42.670     |
| 2010 | 48.210     |
| 2020 | 52.778     |

¹ 1980–2020: Volkszählungsergebnisse

## Geographie
Nach Angaben des United States Census Bureau breitet sich Logan über eine Fläche von 44,2 km² aus, von denen 1,4 km² mit Wasser bedeckt sind. Der Wasseranteil der Gesamtfläche beträgt somit 3,17 %.
Die Stadt liegt am östlichen Ausgang des Cache Valley
Die östlichen Stadtteile liegen auf einem alten Schuttkegel. Die Ebene im Westen wird landwirtschaftlich genutzt.
Im Norden und Süden erstrecken sich rasch wachsende Vororte, darunter insbesondere Providence. Die Highways 89 und 91 führen durch Logan.
Der öffentliche Personennahverkehr ist gratis und wird durch Steuern finanziert.

Blick in Richtung Logan, von Salt Lake kommend.

Auf dem Gemeindegebiet von Logan liegt in den Bergen die Peter Sink, in der am 22. Februar 1985 mit −43,3 °C (−46 °F) die tiefste Temperatur in den Vereinigten Staaten außerhalb Alaskas gemessen wurde.

## Bildung
In Logan sind alle Schultypen bis zur High-School vertreten, das Bridgerland Applied Technology College bietet berufsbildende Lehrgänge, wie Gesundheitsberufe und Informationstechnologie. Die Utah State University hat einen von mehreren Standorten in Logan.

## Gastronomie
In Logan gibt es etwa 100 Restaurants. Das BlueBird wurde am Anfang des 20. Jahrhunderts gegründet, das Gias bietet italienische Küche.

## Bevölkerungsstatistik
Nach der Volkszählung von 2000 leben in Logan 42.670 Menschen in 13.902 Haushalten und 9.175 Familien. Die Bevölkerungsdichte liegt bei 997,3 Personen/km². Auf die Fläche der Stadt verteilt befinden sich 14.692 Wohneinheiten, das entspricht einer mittleren Dichte von 343,4/km². Die Bevölkerung teilt sich auf in 88,93 % Weiße, 0,64 % Afroamerikaner, 0,85 % indianischer Abstammung, 0,29 % Ozeanier und 1,62 % mit zwei oder mehr Ethnizitäten. Hispanics machen mit 8,22 % den zweitgrößten Anteil an der Bevölkerung Logans aus.
In 33,4 % der 13.902 Haushalte leben Kinder unter 18 Jahren, 55,1 % sind verheiratete Paare, die zusammen leben, 7,7 % Frauen ohne Ehemann, und 34,0 % sind keine Familien. 17,9 % aller Haushalte werden von Einzelpersonen und 5,7 % von Einzelpersonen über 65 bewohnt. Die durchschnittliche Haushaltsgröße beträgt 2,92, die durchschnittliche Familiengröße 3,2 Personen.
23,4 % der Einwohner Logans sind unter 18 Jahre alt, 34,3 % zwischen 18 und 24, 25,5 % zwischen 25 und 44, 9,7 % zwischen 45 und 64 und 7,1 % 65 und älter. Das Durchschnittsalter liegt bei 24 Jahren. Auf 100 Frauen kommen 92,1 Männer. Auf 100 Frauen ab 18 Jahren kommen 89,5 Männer (die Universität scheint überdurchschnittlich viele Jugendliche anzuziehen).
Das mittlere Einkommen eines Haushalts in Logan liegt bei 30.778 US-$, das mittlere Einkommen einer Familie bei 33.784 $. Männliche Bewohner Logans verdienen durchschnittlich 27.304 $, weibliche 19.689 $. Das Pro-Kopf-Einkommen der Stadt beträgt 13.765 $. 22,7 % der Bevölkerung und 12,6 % der Familien leben unterhalb der Armutsgrenze. Insgesamt leben 15,6 % der Personen unter 18 Jahren und 6,4 % der Personen ab 65 unter der Armutsgrenze.

## Söhne und Töchter der Stadt
- Philip Vincent Cardon (1889–1965), Regierungsbeamter
- Marriner S. Eccles (1890–1977), Unternehmer und Vorsitzender des Federal Reserve Boards
- John Gilbert (1897–1936), Filmschauspieler
- Chauncy Harris (1914–2003), Geograph
- Quentin L. Cook (* 1940), Apostel der Kirche Jesu Christi der Heiligen der Letzten Tage
- Merlin Olsen (1940–2010), American-Football-Spieler und Schauspieler
- Kip Thorne (* 1940), theoretischer Physiker
- Robert M. Kimmitt (* 1947), Politiker der Republikanischen Partei, Diplomat und US-Botschafter  in Deutschland
- Neil L. Andersen (* 1951), Apostel der Kirche Jesu Christi der Heiligen der Letzten Tage
- Rocky Anderson (* 1951), Politiker und ehemaliger Bürgermeister von Salt Lake City
- Bart Andrus (* 1958), American-Football-Trainer und College-Spieler
- Kevin Dyson (* 1975), American-Football-Spieler